# Urat Hậu
kỳ Urat Hậu (giản thể: 乌拉特后旗; phồn thể: 烏拉特後旗; bính âm: Wūlātè Hòu Qí, Hán Việt:Ô Lạp Đặc Hậu kỳ) là một kỳ của địa cấp thị Bayan Nur (Ba Ngạn Náo Nhĩ), khu tự trị Nội Mông Cổ, Trung Quốc. Kỳ nằm cách khu trung tâm của Bayan Nur 44 kilômét (27 mi) về phía tây bắc.

### Trấn
- Ba Âm Bảo Lực Cách (巴音宝力格镇)
- Hô Hòa Ôn Đô Nhĩ (呼和温都尔镇)
- Tái Ô Tố (赛乌素镇)

### Tô mộc
| - Ô Căn Cao Lặc (乌根高勒苏木) - Na Nhân Bảo Lực Cách (那仁宝力格苏木) - Ba Âm Qua Bích (巴音戈壁苏木) - Ba Âm Ôn Đô Nhĩ (巴音温都尔苏木) | - Ba Lực Cát (乌力吉苏木) - Bảo Âm Đồ (宝音图苏木) - Ba Âm Tiền Đạt Môn (巴音前达门苏木) |